# Радзікув (Нижньосілезьке воєводство)
Радзікув (пол. Radzików) — село в Польщі, у гміні Лаґевники Дзержоньовського повіту Нижньосілезького воєводства.
Населення — 326 осіб (2011).
У 1975-1998 роках село належало до Вроцлавського воєводства.

## Демографія
Демографічна структура станом на 31 березня 2011 року:
|          | Загалом | Допрацездатний вік | Працездатний вік | Постпрацездатний вік |
| -------- | ------- | ------------------ | ---------------- | -------------------- |
| Чоловіки | 156     | 29                 | 112              | 15                   |
| Жінки    | 170     | 35                 | 98               | 37                   |
| Разом    | 326     | 64                 | 210              | 52                   |